# Józef Cepil
Józef Cepil (Parchocin; 19 de Março de 1960 —) é um político da Polónia. Ele foi eleito para a Sejm em 25 de Setembro de 2005 com 10526 votos em 33 no distrito de Kielce, candidato pelas listas do partido Samoobrona Rzeczpospolitej Polskiej.
Ele também foi membro da Sejm 2001-2005.